# Стубел
 Тази статия е за селото в Северозападна България.  За българския поет вижте Йордан Стубел.  
Сту̀бел е село в Северозападна България. То се намира в община Монтана, област Монтана.

## География
Село Стубел се намира в центъра на Северозападна България. То се простира в широка долина в южните поли на варовиковата височина Пъстрина (566 m н.в.) и граничи със землищата на 13 села: Сумер, Трифоново, Крапчене, Николово (Област Монтана), Долно Белотинци, Ерден, Бойчиновци, Охрид (село), Палилула, Липен, Уровене, Пудрия и Краводер.

## История
На изборите през 1949 година, след забраната на опозицията и в разгара на колективизацията, в селото гласуват по-малко от половината избиратели.

## Редовни събития
Всяка година се провежда събор през втората седмица на месец ноември.

## Галерия
- Основно училище „Христо Ботев“ в селото.
- Паметник на жители на Стубел, загинали през войните 1912 – 13 г.
- Паметник на жители на село Стубел, паднали в Септемврийското въстание, 1923 г.

## Личности
- Академик Цветан Цветков (1943 – 2022), криобиолог
- Проф. д-р Тодор Стоянчев (1925 – 2021), неврохирург
- Недялко Панчев (1917 – ?), български партизанин и политически офицер от българската армия
- Проф. д.м.н. Митко Цветков (1944 – 2020), уролог